# SFRA Award
Die SFRA Awards sind eine Gruppe von amerikanischen literarisch-akademischen Science-Fiction- und Fantasy-Preisen, die seit 1990 von der Science Fiction Research Association (SFRA) bei deren jährlicher Konferenz vergeben werden. Zu diesen zählen:
- Pioneer Award seit 1990 für das beste literaturkritische Essay aus dem vorangegangenen Jahr
- Thomas D. Clareson Award for Distinguished Service seit 1996 für Verdienste um Science-Fiction-Forschung und -Studium, Herausgabe, Kritik, Publikation und öffentliche Wahrnehmung von Science-Fiction und Fantasy. Er ehrt das Andenken des 1993 verstorbenen SF-Herausgebers und -Kritikers Thomas D. Clareson
- Graduate Student Paper Award seit 2000 für die beste bei der Konferenz vorgelegte Arbeit eines jungen Wissenschaftlers
- Mary Kay Bray Award seit 2002 für das beste Essay, Interview oder die beste Rezension, die im vorangegangenen Jahr in der SFRA Review erschienen ist. Der Preis ehrt das Andenken der 1999 an den Folgen Multipler Sklerose verstorbenen Essayistin und Literaturwissenschaftlerin Mary Kay Bray.[1]

Außerdem wird bei der Konferenz der Pilgrim Award für das Lebenswerk für Leistungen im Bereich der Science-Fiction- und Fantasy-Forschung vergeben.

## Preisträger

### Pioneer Award
- 2018: Thomas Strychacz: The Political Economy of Potato Farming in Andy Weir's The Martian
- 2017: Lindsay Thomas: Forms of Duration: Preparedness, the Mars Trilogy, and the Management of Climate Change
- 2016: Scott Selisker: ‘Shutter-Stop Flash-Bulb Strange’: GMOs and the Aesthetics of Scale in Paolo Bacigalupi’s The Windup Girl
- 2015: Graeme MacDonald: Improbability Drives: The Energy of SF
- 2014: Jaak Tomberg: On the Double Vision of Realism and SF Estrangement in Gibson's Bigend Trilogy
- 2013: Lysa Rivera: Future Histories and Cyborn Labor: Reading Borderlands Science Fiction after NAFTA
- 2012: David M. Higgins: Toward a Cosmopolitan Science Fiction
- 2011: John Reider: On Defining SF, or Not: Genre Theory, SF, and History
- 2010: Allison de Fren: The Anatomical Gaze in Tomorrow's Eve
- 2009: Neil Easterbook: Giving An Account of Oneself: Ethics, Alterity, Air
- 2007: Amy J. Ransom: Oppositional Postcolonialism in Quebecois Science Fiction
- 2006: Maria DeRose: Redefining Women's Power Through Science Fiction
- 2005: Lisa Yaszek: The Women History Doesn't See: Recoverying Midcentury Women's SF as a Literature of Social Critique
- 2004: Andrew M. Butler: Thirteen Ways of Looking at the British Boom
- 2003: Lance Olsen: Omniphage: Rock 'n'Roll and Avant-Pop Science Fiction
- 2002: Judith Berman: Science Fiction Without the Future
- 2001: De Witt Douglas Kilgore: Changing Regimes: Vonda N. McIntyre's Parodic Astrofuturism
- 2000: Wendy Pearson: Alien Cryptographies: The View from Queer
- 1999: Carl Freedman: Kubrick's 2001 and the Possibility of a Science-Fiction Cinema
- 1998: I. F. Clarke: Future-War Fiction: The First Main Phase, 1871-1900
- 1997: John Moore: Shifting Frontiers: Cyberpunk and the American South
- 1996: Brian Stableford: How Should a Science Fiction Story End?
- 1995: Roger Luckhurst: The Many Deaths of Science Fiction: A Polemic
- 1994: Larry McCaffery & Takayuki Tatsumi: Toward the Theoretical Frontiers of 'Fiction': From Metafiction and Cyberpunk Through Avant-Pop
- 1993: nicht vergeben
- 1992: Istvan Csicsery-Ronay, Jr.: The SF of Theory: Baudrillard and Haroway
- 1991: H. Bruce Franklin: The Vietnam War as American SF and Fantasy
- 1990: Veronica Hollinger: The Vampire and the Alien: Variations on the Outsider

### Thomas D. Clareson Award
- 2018: Veronica Hollinger
- 2017: Pawel Frelik
- 2016: Farah Mendlesohn
- 2015: Vonda N. McIntyre
- 2014: Lisa Yaszek
- 2013: Rob Latham
- 2012: Art Evans
- 2011: The Tiptree Motherboard
- 2010: David Mead
- 2009: Hal Hall
- 2008: Andy Sawyer
- 2007: Michael Levy
- 2006: Paul Kincaid
- 2005: Muriel Becker
- 2004: Patricia Warrick
- 2003: Joe Sanders
- 2002: Joan Gordon
- 2001: Donald M. Hassler
- 2000: Arthur O. Lewis
- 1999: David G. Hartwell
- 1998: Elizabeth Anne Hull
- 1997: James Gunn
- 1996: Frederik Pohl

### Graduate Student Paper Award
- 2018: Josh Pearson: New Weird Frankenworlds: Speaking and Laboring Worlds in Cisco's Internet of Everything
- 2017: Francis Gene-Rowe
- 2016: Dagmar Van Engen
- 2015: W. Andrew Shepherd: ’What is and What Should Never Be’: Paracosmic Utopianism in Margaret Cavendish’s The Blazing World
- 2014: Michael Jarvis: ‘Wherever you go, there you are‘: Postmodern Pastiche and Oppositional Rhetoric in The Adventures of Buckaroo Banzai Across the Eighth Dimension
- 2013: W. Andrew Shephard: Beyond the Wide World's End: Themes of Cosmopolitanism in Alfred Bester's The Stars My Destination
- 2012: Florian Bast: Fantastic Voices: Octavia Butler’s First-Person Narrators and ‘The Evening and the Morning and the Night’
- 2011: Bradley Fest: Tales of Archival Crisis: Stephenson's Reimagining of the Post-Apocalyptic Frontier
- 2010: Andrew Ferguson: Such Delight in Bloody Slaughter: R. A. Lafferty and the Dismemberment of the Body Grotesque
- 2009: David M. Higgins: The Imperial Unconscious: Samuel R. Delany's The Fall of the Towers
- 2007: Linda Wight: Magic, Art, Religion, Science: Blurring the Boundaries of Science and Science Fiction in Marge Piercy's Cyborgian Narrative
- 2004: Melissa Colleen Stevenson: Single Cyborg Seeking Same: The Post-Human and the Problem of Loneliness
- 2003: Sarah Canfield Fuller: Speculating about Gendered Evolution: Bram Stoker's White Worm and the Horror of Sexual Selection
- 2002: Wendy Pearson: Homotopia? Or What's Behind a Prefix?
- 2001: Sonja Fritzsche: Out of the Western Box: Rethinking Popular Cultural Categories from the Perspective of East German Science Fiction Studies
- 2000: Shelley Rodrigo Blanchard: ‘'Resistance is Futile,‘ We Are Already Assimilated: Cyborging, Cyborg Societies, Cyborgs, and The Matrix

### Mary Kay Bray Award
- 2018: Hugh C. O’Connell, für seine Arbeit zu Jack Fennell
- 2017: A. P. Canavan
- 2016: Amy Ransom
- 2015: Marleen S. Barr, Pawel Frelik & Andy Hageman: A Roundtable: Under the Skin film
- 2014: Lisa Yaszek: Narrative, Archive, Database: The Digital Humanities and Science Fiction Scholarship 101
- 2013: Chris Pak: Terraforming 101
- 2012: T. S. Miller: Review of Rise of the Planet of the Apes
- 2011: Alfredo Suppia: Southern Portable Panic: Frederico Álvarez's Ataque de Pánico!
- 2010: Ritch Calvin: Mundane SF 101
- 2009: Sandor Klapcsik, für seine Rezension von Rewired
- 2007: Ed Carmien, für seine Rezension von The Space Opera Renaissance
- 2004: Bruce A. Beatie, für seine Rezension von L. Frank Baum, Creator of Oz von Katharine M. Rogers
- 2003: Farah Mendlesohn, für ihre Rezension von The Years of Rice and Salt von Kim Stanley Robinson
- 2002: Karen Hellekson: Transforming the Subject: Humanity, The Body, and Posthumanism